# Phytoseius neoferox
Phytoseius neoferox är en spindeldjursart som beskrevs av Ehara och Bhandhufalck 1977. Phytoseius neoferox ingår i släktet Phytoseius och familjen Phytoseiidae. Inga underarter finns listade i Catalogue of Life.